# Action Bass
Action Bass est un jeu vidéo de simulation de pêche sorti le 30 septembre 2000 sur PlayStation. Le jeu a été développé par Syscom Entertainment et édité par Take Two Interactive.